# Olga Oderkerk
Olga Oderkerk (Róterdam, 9 de diciembre de 1924 - Róterdam, 15 de octubre de 1987) fue una escultora neerlandesa.

## Obras
Es autora de una escultura en bronce titulada Lezend kind (Muchacho leyendo). Esta pieza está instalada en el 101 de Kraanvogellaan de Vlaardingen, frente a un colegio. 

## Galería

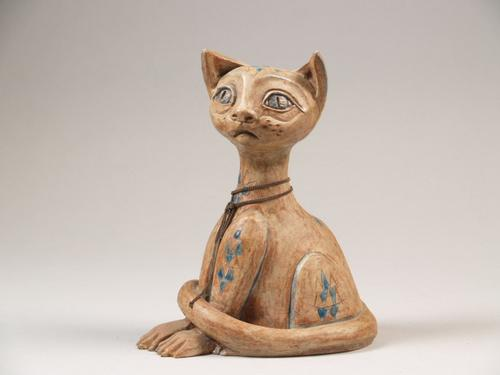
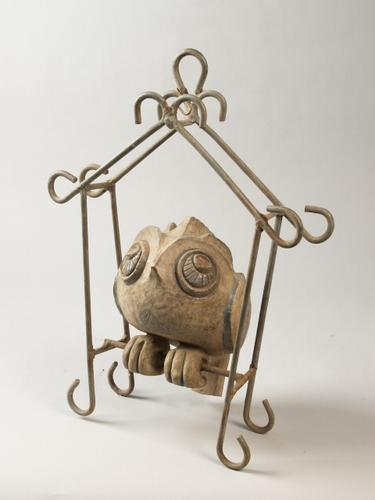
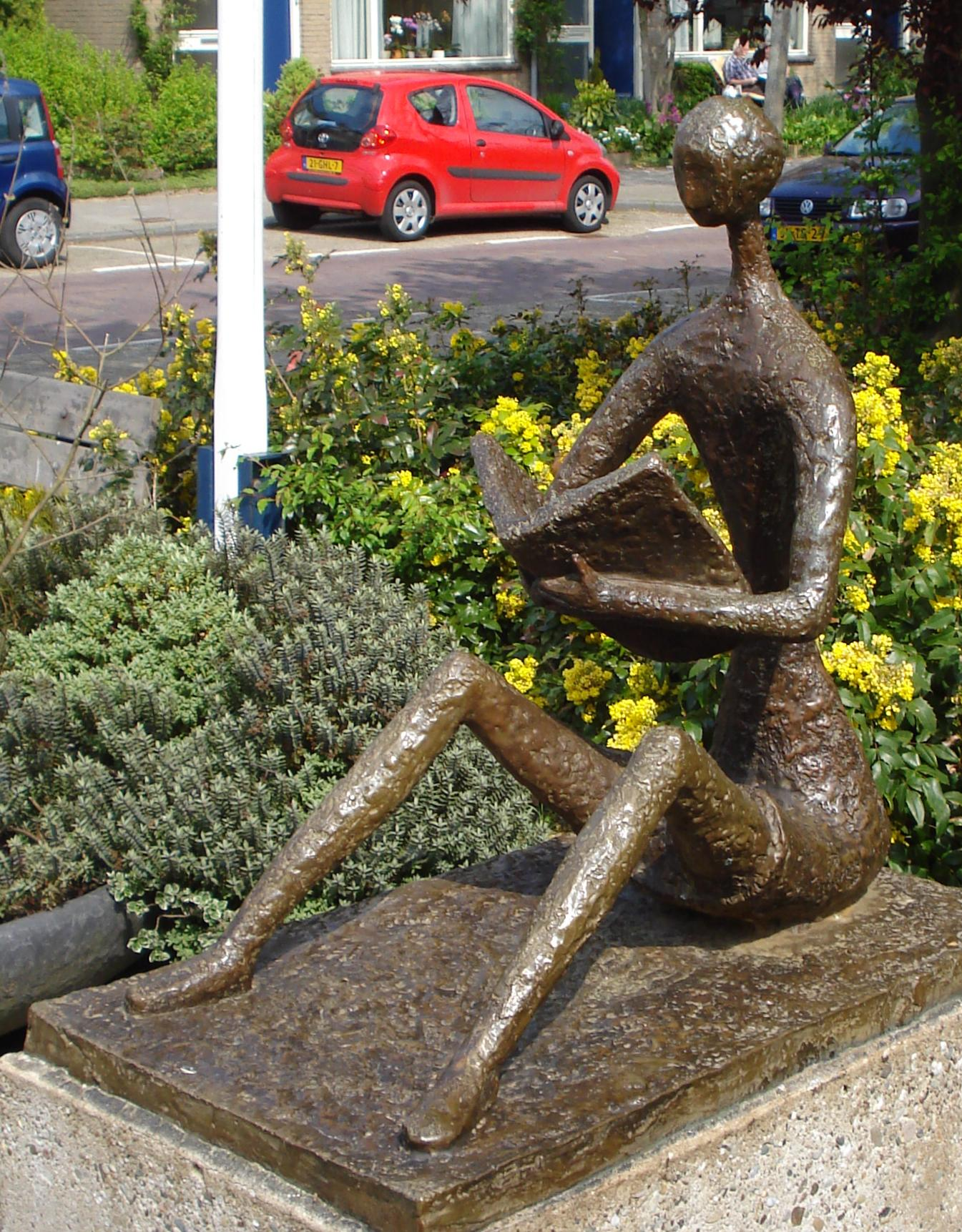
Lezend kind
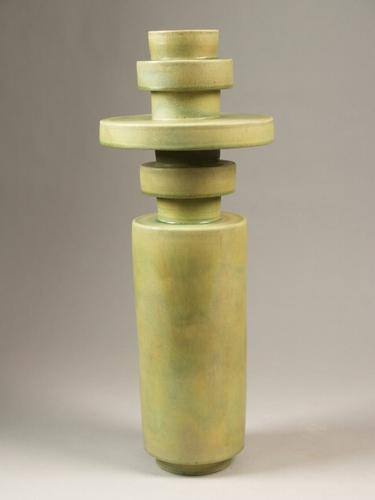